# Mike Gundy
Mike Gundy (Midwest City, 12 agosto 1967) è un allenatore di football americano ed ex giocatore di football americano statunitense.
Attualmente è il capo allenatore di football dell'Oklahoma State University. Gundy ha giocato a football universitario all'Oklahoma State, dove ha giocato da quarterback dal 1986 al 1989. È diventato allenatore dell'Oklahoma State il 3 gennaio 2005. Nel 2007, ha ricevuto l'attenzione dei media nazionali per le sue accese critiche a un articolo di giornale su uno dei suoi giocatori.